# Containertrein

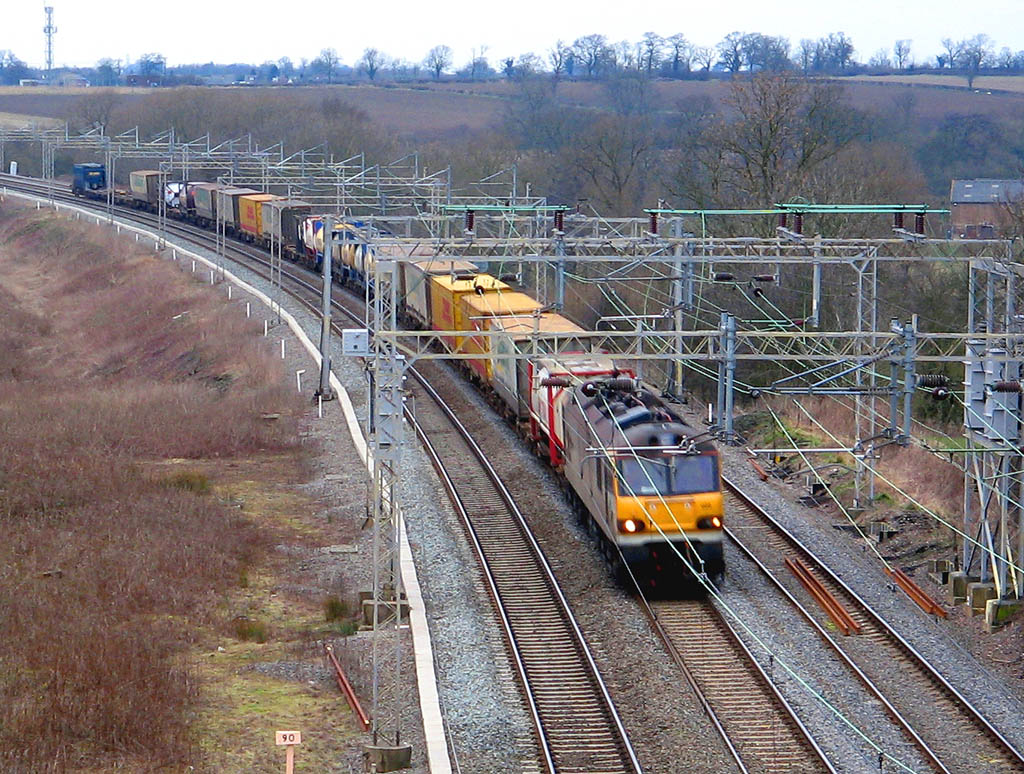
Een Britse containertrein

Een containertrein is een goederentrein voor het vervoer van containers. Een containertrein bestaat normaliter uit een locomotief en containerwagens. Het vervoer van goederen in containers heeft als groot voordeel dat goederen gemakkelijk met container en al kunnen worden overgeladen tussen containerschepen, treinen en vrachtauto's.